# 布鲁扬
布鲁扬（法語：Bourrouillan，法語發音：[buʁujɑ̃]）是法国热尔省的一个市镇，属于孔东区。

## 地理
布鲁扬（43°49'12"N, 0°0'54"W）面积8.7 平方千米，位于法国奧克西塔尼大區热尔省，该省份为法国西南部内陆省份，北起顺时针与洛特-加龙省、塔恩-加龙省、上加龙省、上比利牛斯省、大西洋比利牛斯省和朗德省接壤。
与布鲁扬接壤的市镇（或旧市镇、城区）包括：艾济约、利亚斯达马尼亚克、芒谢、庞雅、圣克里斯蒂-达马尼亚克、萨勒达马尼亚克。

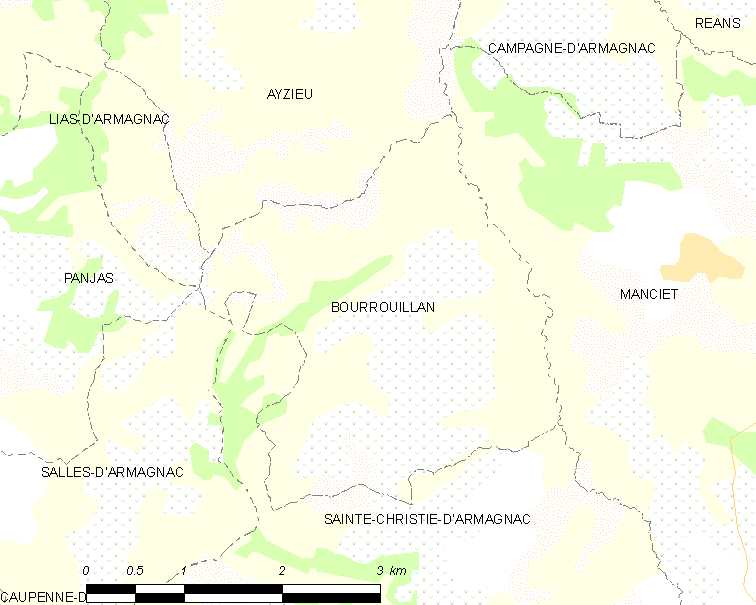
布鲁扬的OSM定位图

布鲁扬的时区为UTC+01:00、UTC+02:00（夏令时）。

## 行政
布鲁扬的邮政编码为32370，INSEE市镇编码为32062。

## 政治
布鲁扬所属的省级选区为大下阿马尼亚克县。

## 人口

1962-2008年间布鲁扬人口变化图示

布鲁扬于2022年1月1日时的人口数量为167人。